# Mae Jemison
Mae Carol Jemison (Decatur, 17 ottobre 1956) è un'ex astronauta, ingegnera e medico statunitense.
È stata la prima donna afroamericana a viaggiare nello spazio quando è entrata in orbita a bordo del Space Shuttle Endeavour il 12 settembre 1992. Dopo la scuola di medicina, Jemison ha prestato servizio nei Peace Corps dal 1985 fino al 1987, quando è stata selezionata dalla NASA per unirsi al team degli astronauti. Si è dimessa dalla NASA nel 1993 per fondare una società di ricerca sull'applicazione della tecnologia alla vita quotidiana. È apparsa più volte in televisione, anche come attrice in un episodio di Star Trek: The Next Generation. È una ballerina e detiene nove lauree honoris causa in scienze, ingegneria, lettere e in discipline umanistiche. È l'attuale direttore dell'organizzazione 100 Year Starship.

## Biografia
Mae Carol Jemison è nata a Decatur in Alabama il 17 ottobre 1956, figlia minore di Charlie Jemison e Dorothy Green. Suo padre era responsabile della manutenzione per una organizzazione di beneficenza e sua madre lavorava per la maggior parte della sua carriera come insegnante di inglese e matematica alla Beethoven School di Chicago.
La famiglia si trasferì a Chicago in Illinois, quando Jemison aveva tre anni, per approfittare delle migliori opportunità di lavoro e di istruzione. Jemison dice che da giovane cresciuta a Chicago ha sempre pensato che sarebbe andata nello spazio: "Pensavo, ormai, che saremmo andati nello spazio come se stessimo andando al lavoro". Ha detto che è più facile candidarsi per diventare astronauta di un shuttle, "piuttosto che aspettare in un campo di grano, aspettando che ET mi prenda o qualcosa del genere".

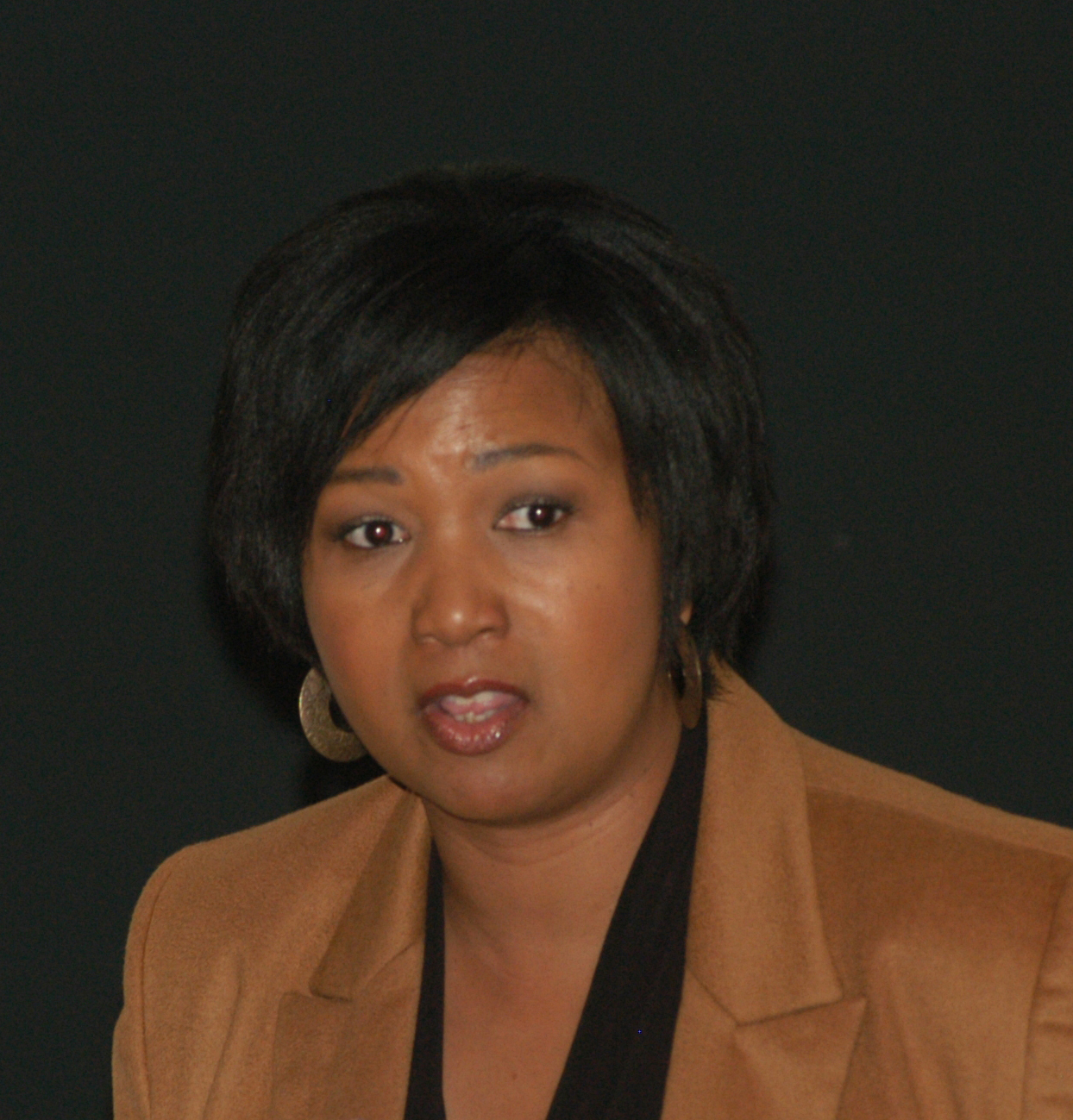
Mae Jemison nel 2009

Durante l'infanzia, Jemison ha studiato la natura per creare legami con la scienza. Una volta, quando una scheggia le ha infettato il pollice da bambina, la madre di Jemison l'ha trasformata in un'esperienza di apprendimento. Ha finito per fare un intero progetto sul pus. I genitori di Jemison erano molto favorevoli al suo interesse per la scienza, mentre i suoi insegnanti no. "All'asilo, la mia insegnante mi ha chiesto cosa volevo fare da grande, e le ho detto una scienziata", racconta Jemison. Ha detto: "Non intendi un'infermiera? Ora, non c'è niente di sbagliato nell'essere infermiera, ma non è quello che volevo essere". In un'intervista con Makers, spiega inoltre come il suo puro interesse per la scienza non sia stato accettato. "Crescendo ero come ogni altro bambino. Amavo lo spazio, le stelle e i dinosauri. Ho sempre saputo di voler esplorare. All'epoca del Programma Apollo, tutti erano entusiasti dello spazio, ma ricordo di essere stata irritata dal fatto che non c'erano astronaute donne. La gente ha cercato di spiegarmelo e io non l'ho capito".
Jemison dice che si è ispirata a Martin Luther King Jr. "Troppo spesso la gente lo dipinge come Babbo Natale, sorridente e inoffensivo. Ma quando penso a Martin Luther King, penso all'atteggiamento, all'audacia e al coraggio". Jemison pensa che il movimento per i diritti civili degli afroamericani fosse tutto incentrato sull'abbattimento delle barriere alle potenzialità umane. "Il modo migliore per realizzare i sogni è quello di svegliarsi".
Jemison ha iniziato a ballare all'età di 11 anni. "Amo ballare! Ho studiato tutti i tipi di danza - danza africana, danza, jazz, danza moderna - anche danza giapponese. Volevo diventare una ballerina professionista", ha detto Jemison. All'età di 14 anni, ha fatto un provino per il ruolo principale di "Maria" in West Side Story. Non ha ottenuto la parte, ma è stata scelta come ballerina di sfondo. "Ho avuto un problema con il canto, ma ho ballato e recitato abbastanza bene da essere scelta da loro. Penso che le persone a volte si limitano e quindi si privano dell'opportunità di realizzare i loro sogni. Per quanto mi riguarda, amo le scienze e amo anche le arti. Ho visto il teatro come uno sbocco per questa passione e così ho deciso di perseguire questo sogno". Successivamente, durante il suo ultimo anno di università, stava cercando di decidere se andare alla scuola di medicina di New York o diventare una ballerina professionista. Sua madre le disse: "Puoi sempre ballare se sei un medico, ma non puoi fare il medico se sei una ballerina".
Jemison si è diplomata alla Morgan Park High School di Chicago nel 1973 ed è entrata all'Università di Stanford all'età di 16 anni. "Sono stata abbastanza ingenua e testarda da non perdere la pazienza", ha detto Jemison. Si è laureata a Stanford nel 1977 in ingegneria chimica e ha soddisfatto i requisiti per ottenere una laurea in studi africani e afroamericani. Si è dedicata all'ulteriore coinvolgimento nella comunità nera ricoprendo il ruolo di responsabile della Black Students Union del college. Jemison ha detto che laurearsi in ingegneria come donna nera è difficile perché la razza è sempre stata un problema negli Stati Uniti: "Alcuni professori facevano semplicemente finta che io non ci fossi. Facevo una domanda e un professore si comportava come se fosse una domanda stupida, la domanda più stupida che avesse mai sentito. Poi, quando un ragazzo bianco faceva la stessa domanda, il professore diceva: Questa è un'osservazione molto intelligente".
Jemison ha conseguito la laurea specialistica nel 1981 presso il Weill Cornell Medicine. Ha fatto uno stage presso il Los Angeles County-USC Medical Center e nel 1982 ha lavorato come medico generico. Durante la scuola di medicina, Jemison si è recata a Cuba, in Kenya e in Thailandia per fornire cure mediche di base alla popolazione locale. Durante i suoi anni al Cornell Medical College, Jemison ha preso lezioni di danza moderna presso la scuola Alvin Ailey. In seguito Jemison ha costruito uno studio di danza a casa sua e ha coreografato e prodotto diversi spettacoli di jazz moderno e danza africana.

### Vita privata
Nella primavera del 1996 Jemison ha sporto denuncia nei confronti di un poliziotto texano, accusandolo di brutalità poliziesca durante un controllo della polizia che si è concluso con il suo arresto. È stata fermata dall'ufficiale Henry Hughes di Nassau Bay per aver fatto una presunta inversione di marcia illegale e arrestata dopo che Hughes ha saputo di un mandato di arresto in sospeso nei confronti di Jemison per eccesso di velocità. Durante il suo arresto, l'ufficiale le ha torto il polso e l'ha spinta a terra. Nella sua denuncia, Jemison ha detto che l'ufficiale la maltrattava fisicamente ed emotivamente. L'avvocato di Jemison ha detto che credeva di aver già pagato la multa per eccesso di velocità anni fa. Ha trascorso diverse ore in prigione ed è stata curata in un ospedale di zona dopo il rilascio per lividi profondi e una ferita alla testa. Jemison ha detto in un'intervista televisiva che l'incidente ha alterato i suoi sentimenti sulla polizia: "Mi sono sempre sentita al sicuro e a mio agio. Non mi sento più così a Nassau Bay e questo è un peccato". Jemison ha intentato una causa contro la città di Nassau Bay e l'ufficiale Hughes.
Nel 2017, un set LEGO intitolato Women of NASA è stato messo in vendita con (tra le altre cose) mini-figurine di Jemison, Margaret Hamilton, Sally Ride e Nancy Roman.

## Carriera

### Peace Corps
Dopo aver completato la sua formazione medica, Jemison è entrata a far parte dello staff dei Peace Corps e dal 1983 al 1985 ha prestato servizio come Ufficiale Medico del Peace Corps, responsabile della salute dei volontari del Peace Corps che prestano servizio in Liberia e in Sierra Leone. Il lavoro di Jemison nei Peace Corps comprendeva la supervisione della farmacia, del laboratorio e del personale medico, nonché le cure mediche, la stesura di manuali di auto-assistenza e lo sviluppo e l'implementazione di linee guida per le questioni di salute e sicurezza. Jemison ha anche lavorato con il Center for Disease Control aiutando nella ricerca di vari vaccini.
Durante il servizio come medico per il Peace Corps, un volontario si ammalò gravemente e un medico gli diagnosticò la malaria. La condizione del volontario peggiorò progressivamente e Jemison era sicura che fosse meningite con complicazioni potenzialmente letali che non potevano essere curate in Sierra Leone. Jemison ha richiesto un aereo ospedale dell'Aeronautica Militare con sede in Germania per un'evacuazione medica militare al costo di 80.000 dollari. L'ambasciata si chiese se Jemison avesse l'autorità per dare tale ordine ma lei disse loro che non aveva bisogno del permesso di nessuno per una decisione medica. Quando l'aereo raggiunse la Germania con Jemison e il volontario a bordo, lei era stata con la paziente per 56 ore. La paziente sopravvisse.

### NASA

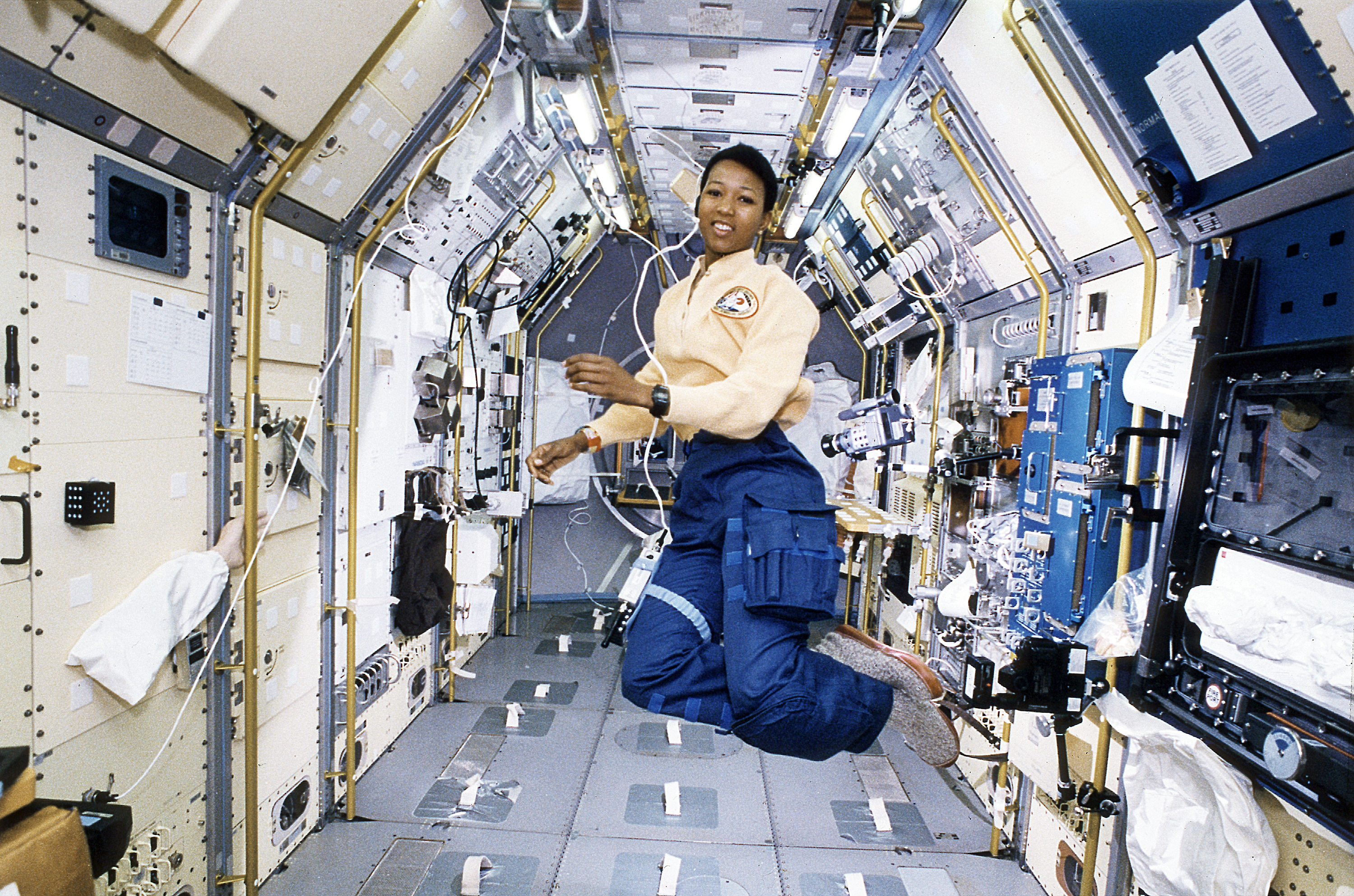
Jemison a bordo del modulo scientifico Spacelab Japan (SLJ) sul Space Shuttle Endeavour in orbita intorno alla Terra Nel suo unico volo nello spazio, Jemison è stata raggiunta da altri cinque astronauti della NASA e da uno specialista giapponese del carico utile per otto giorni di ricerca a sostegno della missione SLJ, uno sforzo congiunto tra Giappone e Stati Uniti.

Dopo il volo di Sally Ride nel 1983, Jemison riteneva che il programma di astronauti si fosse aperto, così si è candidata. L'ispirazione di Jemison per entrare nella NASA fu l'attrice afro-americana Nichelle Nichols, che interpretò il tenente Uhura in Star Trek. La partecipazione di Jemison alla NASA fu ritardata a seguito del disastro dello Space Shuttle Challenger nel 1986 ma dopo essersi ricandidata nel 1987, ricevette la notizia della sua accettazione nel programma degli astronauti. "Ho ricevuto una chiamata che diceva 'Sei ancora interessata?' e ho detto 'Sì'," ricorda Jemison, una di quindici candidati scelti tra circa 2.000 domande.

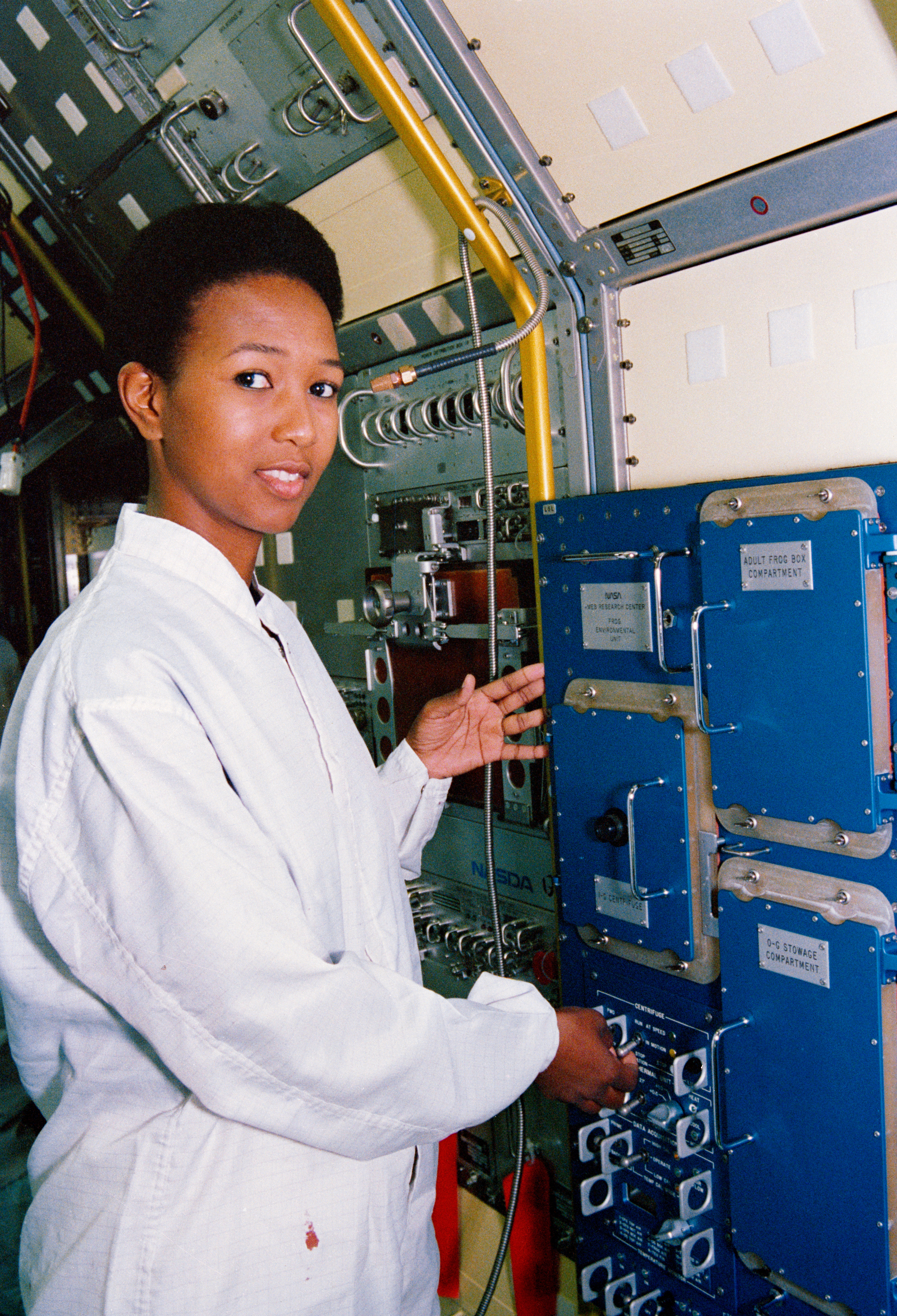
Jemison al Kennedy Space Center nel gennaio 1992.

Il suo lavoro con la NASA prima del lancio dello shuttle comprendeva attività di supporto al lancio presso il Kennedy Space Center in Florida e la verifica del software informatico dello Shuttle nel Shuttle Avionics Integration Laboratory. "Ho fatto cose come aiutare a sostenere il lancio di veicoli al Kennedy Space Center. Ero nella prima classe di astronauti scelti dopo l'incidente del Challenger nel 1986. In effetti ho lavorato al lancio del primo volo dopo l'incidente del Challenger".

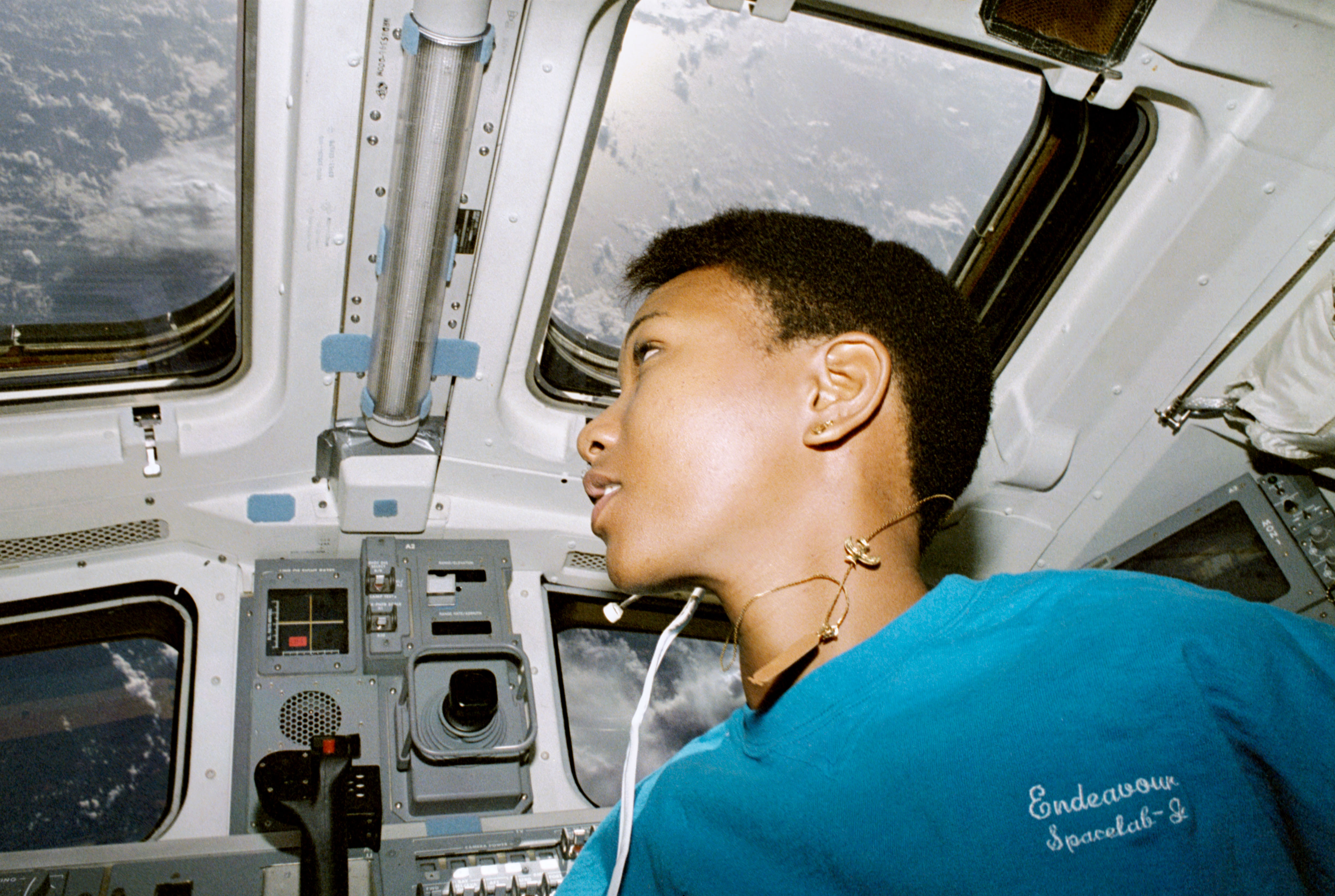
Mae Jemison, missione Space Shuttle STS-47

Jemison ha compiuto la sua unica missione spaziale dal 12 al 20 settembre 1992, come Specialista di missione sul STS-47, una missione di cooperazione tra Stati Uniti e Giappone, nonché la 50ª missione shuttle. Jemison è stato co-ricercatrice di due esperimenti di ricerca sulle cellule ossee, una delle 43 indagini che sono state fatte sul STS-47. Jemison condusse anche esperimenti sull'assenza di peso e sul mal di movimento su se stessa e su altri sei membri dell'equipaggio. Jemison ha accumulato 190 ore, 30 minuti e 23 secondi nello spazio. Uno degli esperimenti che ha supervisionato durante la missione è stato quello di indurre le rane a ovulare, fecondare le uova e poi vedere come i girini si sviluppano a gravità zero. Nonostante il rigido protocollo della NASA, Jemison ha iniziato ogni turno con un saluto che solo un Trekkie poteva apprezzare. "Le frequenze di chiamata aperte", si sentiva ripetere per tutta la missione di otto giorni.
A causa del suo amore per la danza e come omaggio alla creatività, Jemison ha portato un poster dal Alvin Ailey American Dance Theater con lei sul volo. Jemison ha anche portato diversi piccoli oggetti d'arte dai paesi dell'Africa occidentale per simboleggiare che lo spazio appartiene a tutte le nazioni. Secondo la biografa Doris L. Rich, Jemison ha anche portato in orbita una foto di Coleman, la prima donna afro-americana a pilotare un aeroplano.
Jemison si è dimessa dalla NASA nel marzo 1993. "Ho lasciato la NASA perché sono molto interessata a come le scienze sociali interagiscono con le tecnologie", ha affermato Jemison. Il responsabile per la formazione della NASA e scrittore Homer H. Hickam jr. ha poi espresso un po' di rammarico per le sue dimissioni, dicendo: "La NASA ha speso molti soldi per addestrarla; ha anche colmato una nicchia, ovviamente, essendo una donna di colore". Hickam aveva addestrato Jemison per il suo volo sul Spacelab-J/STS-47. In un'intervista con il Des Moines Register il 16 ottobre 2008, Jemison ha detto che non è stata motivata dall'essere la "prima donna nera ad andare nello spazio. Non mi sarebbe importato se 2.000 persone fossero andate nello spazio prima di me."

### Scienza e tecnologia
Jemison è docente presso la Cornell University ed è stata docente di studi ambientali presso il Dartmouth College dal 1995 al 2002. Jemison continua a battersi con forza a favore dell'educazione scientifica e dell'interesse degli studenti di minoranza per le scienze. È stata membro di varie organizzazioni scientifiche, come l'American Medical Association, l'American Chemical Society, l'Association for Space Explorers e l'American Association for the Advancement of Science. Inoltre, ha fatto parte del consiglio di amministrazione della World Sickle Cell Foundation dal 1990 al 1992.
Nel 1993 Jemison ha fondato la propria azienda, il Jemison Group che ricerca, commercializza e sviluppa scienza e tecnologia per la vita quotidiana. Jemison ha fondato la Dorothy Jemison Foundation for Excellence, intitolando la fondazione in onore della madre. "I miei genitori erano i migliori scienziati che conoscessi perché facevano sempre domande". Uno dei progetti della fondazione di Jemison è The Earth We Share (TEWS), un campo scientifico internazionale dove gli studenti, dai 12 ai 16 anni, lavorano per risolvere gli attuali problemi globali, come "How Many People Can the Earth Hold" e "Predict the Hot Public Stocks of The Year 2030". I corsi si sono svolti presso Dartmouth College, Colorado School of Mines, Choate Rosemary Hall e altri luoghi negli Stati Uniti. TEWS è stato introdotto a livello internazionale agli studenti delle scuole superiori nei programmi diurni in Sudafrica e Tunisia. Nel 1999, TEWS è stato esteso oltreoceano agli adulti in occasione dello Zermatt Creativity and Leadership Symposium tenutosi in Svizzera.
Nel 1999 Jemison ha fondato BioSentient Corp e ha lavorato allo sviluppo di un dispositivo portatile che permettesse il monitoraggio mobile del sistema nervoso involontario. BioSentient ha ottenuto la licenza per la commercializzazione della tecnologia spaziale della NASA nota come Autogenic Feedback Training Exercise (AFTE), una tecnica brevettata che utilizza il biofeedback e la terapia autogena per consentire ai pazienti di monitorare e controllare la loro fisiologia come possibile trattamento per i disturbi legati all'ansia e allo stress. BioSentient sta esaminando l'AFTE come trattamento per ansia, nausea, emicrania e cefalee da tensione, dolore cronico, ipertensione e ipotensione e disturbi legati allo stress".
Nel 2007 il fornitore di test diagnostici Gen-Probe Inc. ha annunciato che non avrebbe accettato le dimissioni di Jemison dal consiglio di amministrazione. Jemison non era riuscita ad essere rieletta nel consiglio di amministrazione con il voto degli azionisti della società in occasione dell'assemblea annuale degli azionisti del 31 maggio. L'azienda ha dichiarato di credere che la mancata rielezione di Jemison fosse il risultato di una raccomandazione dei Institutional Shareholder Services agli azionisti istituzionali della società di consulenza a causa della sua scarsa partecipazione alle riunioni del consiglio di amministrazione. Gen-Probe ha accertato che le due assenze di Jemison nel 2006 erano per validi motivi e che Jemison ha partecipato a tutte le riunioni regolari e speciali del consiglio di amministrazione e dei comitati da settembre.
Nel 2012, Jemison ha presentato l'offerta vincente per il progetto DARPA 100 Year Starship attraverso la Dorothy Jemison Foundation for Excellence. La Dorothy Jemison Foundation for Excellence si è aggiudicata una sovvenzione di 500.000 dollari per ulteriori ricerche. La nuova organizzazione ha mantenuto il nome organizzativo 100 Year Starship. Jemison è l'attuale direttrice di 100 Year Starship.
Nel 2018, ha collaborato con Bayer e National 4-H Council per l'iniziativa chiamata Science Matters che ha lo scopo di incoraggiare i bambini piccoli a comprendere e perseguire le scienze agricole.

## Opere
Il primo libro di Jemison, Find Where the Wind Goes (2001), è un memoir della sua vita scritta per i bambini. Racconta la sua infanzia, il suo tempo a Stanford, nei Peace Corps e come astronauta. Il School Library Journal ha ritenuto che le storie sulla sua infanzia fossero le più interessanti. Book Report ha trovato che "la descrizione dei suoi incontri con professori di parte e il loro trattamento sulla base di stereotipi, piuttosto che dell'intelligenza, sono presentati in modo molto realistico".
La sua True Book Series, pubblicata nel 2013, è stata scritta insieme a Dana Meachen Rau. Ogni libro della serie ha una sfida "Find the Truth", la cui risposta è rivelata alla fine della storia.
- (EN) Mae Jemison, Find where the Wind Goes: Moments from My Life, New York, Scholastic, 2001, ISBN 978-0-439-13196-4, OCLC 44548911.
- (EN) Mae Jemison, S.E.E.ing the Future: Science, Engineering and Education (PDF), Hanover, Dartmouth College, 2001,  p. 56.
- (EN) Mae Jemison, Outer Space: The Worldly Frontier, in Robin Morgan (a cura di), Sisterhood Is Forever: The Women's Anthology for the New Millennium, Washington Square Press, 2003, ISBN 0743466276, OCLC 51854519.
- (EN) Mae Jemison e Dana Meachen Rau, Journey Through Our Solar System (True Books: Dr. Mae Jemison and 100 anno Starship), Scholastic, 2013, ISBN 978-0531240618, OCLC 810273624.
- (EN) Mae Jemison e Dana Meachen Rau, Discovering New Planets (True Books: Dr. Mae Jemison and 100 anno Starship), Scholastic, 2013, ISBN 978-0531240632, OCLC 810273622.
- (EN) Mae Jemison e Dana Meachen Rau, Exploring Our Sun (True Books: Dr. Mae Jemison and 100 anno Starship), Scholastic, 2013, ISBN 978-0531240625, OCLC 810273623.
- (EN) Mae Jemison e Dana Meachen Rau, The 100 anno Starship (True Books: Dr. Mae Jemison and 100 anno Starship), Scholastic, 2013, ISBN 978-0531240601, OCLC 855249494.

## Apparizioni nei media
Nel 1993 Jemison è apparsa come un sottotenente addetta al teletrasporto in Duplicato, un episodio della serie televisiva di fantascienza Star Trek: The Next Generation, facendola diventare il primo vero astronauta ad apparire in Star Trek. La sua presenza avvenne nel momento in cui LeVar Burton apprese da un amico che Jemison era una fan appassionata di Star Trek. Burton le chiese se sarebbe stata interessata a partecipare al programma e lei accettò.
Jemison è apparso anche come ospite e consulente tecnico della serie scientifica World of Wonder su Discovery Channel.
Nel 2006, Jemison ha partecipato a African American Lives, una miniserie televisiva PBS condotta da Henry Louis Gates Jr., che ripercorre la storia familiare di otto famosi afroamericani utilizzando ricerche storiche e tecniche genetiche. Jemison ha scoperto con sorpresa di avere il patrimonio genetico al 13% dell'Asia orientale.
Il 2 febbraio 2013, Jemison è stata ospite di Not My Job nel programma della National Public Radio Wait Wait Don't Tell Me, rispondendo a domande sulle navette aeroportuali.

### Altre apparizioni pubbliche
Jemison è una relatrice pubblica che si rivolge a gruppi privati e pubblici che promuovono la scienza e la tecnologia e forniscono un messaggio ispiratore ed educativo ai giovani. Jemison usa la sua possibilità per parlare del divario nella qualità dell'assistenza sanitaria tra gli Stati Uniti e il Terzo Mondo.
Jemison partecipa a volte ad eventi di beneficenza. Nel 2007, Jemison ha sfilato in passerella, vestendo Lyn Devon, alla sfilata di moda Red Dress Heart Truth durante la settimana della moda a New York per aiutare a raccogliere fondi per combattere le malattie cardiache. Sempre nel 2007, a maggio, Jemison è stato la relatrice della cerimonia di laurea e l'undicesima persona nei 52 anni di storia del Harvey Mudd College a ricevere una laurea ad honorem in ingegneria.
Il 17 febbraio 2008 Jemison è stata la relatrice principale per il centenario della fondazione della sorellanza Alpha Kappa Alpha. La tuta spaziale di Jemison fa parte della mostra nazionale itinerante del centenario della sorellanza. Jemison è membro onorario di Alpha Kappa Alpha, una confraternita fondata nel 1908 presso la Howard University per affrontare le questioni sociali dell'epoca e promuovere le borse di studio tra le donne di colore.
Jemison ha partecipato con la First Lady, Michelle Obama, ad un forum per ragazze promettenti nelle scuole pubbliche di Washington nel marzo 2009. Nel 2014 Jemison è stata alla Wayne State University per l'annuale Dr. Martin Luther King, Jr. Tribute Luncheon. Nel 2016 ha collaborato con la Bayer Corporation per promuovere e far progredire l'alfabetizzazione scientifica nelle scuole, in particolare la sperimentazione pratica.
Nel febbraio 2017 ha partecipato alla serie di conferenze dell'Università statale del Michigan "Slavery to Freedom: An American Odyssey". Nel maggio 2017, Jemison ha tenuto il discorso di apertura alla Università Rice. Sempre nel maggio 2017 ha discusso il 100 Year Plan, la scienza e l'istruzione e altri argomenti alla Western Michigan University.

## Premi e riconoscimenti

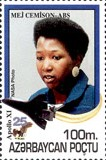
Jemison su un francobollo dell'Azerbaigian nel 1996

- Premio Essence per la scienza e la tecnologia nel 1988[52]
- Donna dell'anno per Gamma Sigma Sigma nel 1990[53]
- 10 donne eccezionali degli anni '90 per McCall's nel 1991[54]
- Premio Johnson Publications Black Achievement Trailblazers nel 1992[54]
- Premio Ebony Black Achievement nel 1992[2][52]
- National Women's Hall of Fame nel 1993[52]
- "50 donne più influenti" per Ebony nel 1993[54]
- Premio Kilby Science nel 1993[52]
- Montgomery Fellow, Dartmouth College nel 1993[55]
- "50 persone più belle del mondo" per People nel 1993[56]
- Premio Turner Trumpet nel 1993[54]
- Elencata tra i 100 più grandi afro-americani secondo Molefi Kete Asante nel 2002[57]
- Inserita nella Texas Women's Hall of Fame nel 2002[58]
- Premio Intrepid della National Organization for Girls nel 2003[59]
- International Space Hall of Fame nel 2004[60]
- Premio Rachel Carson della National Audubon Society nel 2005[61]
- Premio Pioniere dello Spazio Buzz Aldrin nel 2017[62]

Istituzioni
- Mae C. Jemison Science and Space Museum del Wilbur Wright College a Chicago in Illinois nel 1992[52]
- Mae C. Jemison Academy, una scuola pubblica alternativa a Detroit in Michigan nel 1992[23][52]
- Mae Jemison School, una scuola pubblica elementare a Hazel Crest in Illinois nel 2001[63]
- Bluford Drew Jemison STEM Academy, una charter school pubblica a Baltimore in Maryland nel 2007[64], chiusa nel 2013[65]
- Bluford Drew Jemison STEM Academy West, una scuola media/superiore a Baltimora in Maryland nel 2010
- Jemison High School a Huntsville in Alabama nel 2013[66]

Dottorati ad honorem
- Dottore in Lettere, Winston-Salem College, Winston-Salem, Nord Carolina nel 1991[senza fonte]
- Dottore in Scienze, Lincoln College in Pennsylvania nel 1991[senza fonte]
- Dottore in Scienze umanistiche, Princeton University nel 2000[67]
- Dottore in Scienze, Wilson College in Nord Carolina nel 2005[68]
- Dottore in Scienze, Dartmouth College nel 2006[69]
- Dottore in Ingegneria, Harvey Mudd College nel 2007[44]
- Dottore in Ingegneria, Rensselaer Polytechnic Institute nel 2007[70]
- Dottore in Scienze umanistiche, DePaul University nel 2008
- Dottore in Ingegneria, Politecnico dell'Università di New York nel 2009[71]

## Filmografia
- Star Trek: The Next Generation (1993) – serie TV, episodio 6x24 (1993)
- Susan B. Anthony Slept Here (1995) – se stessa
- Star Trek: 30 Years and Beyond (1996) – se stessa
- The New Explorers (1998) –  episodio "Endeavor"
- How William Shatner Changed the World (2005) – se stessa
- African American Lives (2006) – se stessa
- No Gravity (2011) – se stessa
- The Real (2016) — se stessa